# Database bibliografico
Un database bibliografico è un base di dati di record bibliografici. Si tratta di una collezione online organizzata di riferimenti a opere scritte pubblicate, come articoli di riviste e periodici, atti di convegni, relazioni, pubblicazioni governative e legali, brevetti e libri.
A differenza delle voci dei cataloghi delle biblioteche, la maggior parte dei record nei database bibliografici descrive articoli e documenti di conferenze piuttosto che monografie complete e generalmente contengono descrizioni molto ricche dei soggetti sotto forma di parole chiave, termini di classificazione dei soggetti o abstract.
Un database bibliografico può coprire una vasta gamma di argomenti o un unico settore accademico come l'informatica. Un numero significativo di database bibliografici è commercializzato con un nome commerciale tramite accordi di licenza con i fornitori o direttamente con i produttori che realizzano i servizi di indicizzazione e di estrapolazione.
Molte banche dati bibliografiche si sono evolute in biblioteche digitali, che forniscono accesso al testo completo dei propri contenuti: ad esempio, CORE organizza e riproduce anche articoli accademici, mentre OurResearch sviluppa un motore di ricerca per contenuti ad accesso aperto all'interno di Unpaywall.  Altri si fondono con banche dati non bibliografiche e accademiche per creare motori di ricerca disciplinari più completi, come Chemical Abstracts o Entrez.

## Storia
Prima della metà del XX secolo, chi cercava pubblicazioni doveva affidarsi a indici bibliografici stampati, generati manualmente da schede cartacee: